# MG VA
MG VA, eller 1½-Litre som den kallades i samtida trycksaker och marknadsföring, var en serie personbilar som tillverkades av den brittiska biltillverkaren MG mellan 1937 och 1939.
Bilen är nära besläktad med MG-modellerna SA och WA och bildar i flera sammanhang en modellgrupp tillsammans med dessa båda, på engelska vanligen kallad MG SVW.

## Introduktion
Bilmodellen presenterades i oktober 1936 som en förminskad version av MG SA med likartad linjeföring som denna. VA var avsedd som en ersättare till MG K/N-Type Magnette som dock varit försedd med en 6-cylindrig SOHC-motor.
I marknadsföringen av modellen använde MG ofta frasen: ”for space … for grace … for pace …”

## Produktion
Serietillverkning av modellen startade i februari 1937. Förutom en mindre storlek än MG SA var den tydligaste yttre skillnaden att reservdäcket monterats i vänster framskärm istället för bak på bagageluckan och avsaknad av ventilationsrutor i framdörrarna på den täckta modellen. Tekniskt sett var den även försedd med en mindre 4-cylindrig stötstångsmotor. 
Bilarna var försedda med 4-växlade växellådor med synkronisering på de tre högsta växlarna. Bilen var försedd med Lockheeds hydrauliska trumbromsar på alla hjul. Inbyggda hydrauliska domkrafter vid varje hjul var standard.
Produktionen upphörde i samband med utbrottet av andra världskriget i september 1939. Total produktion blev 2 407 bilar varav åtta exporterades nya till Sverige.
Bilen fanns som Saloon (4-dörrars sedan), Drophead (2-dörrars cabriolet) och Tourer (2-dörrars roadster)
Efter kriget lanserades MG Y-Type år 1947 som ersättare till modell VA.

## Bildgalleri

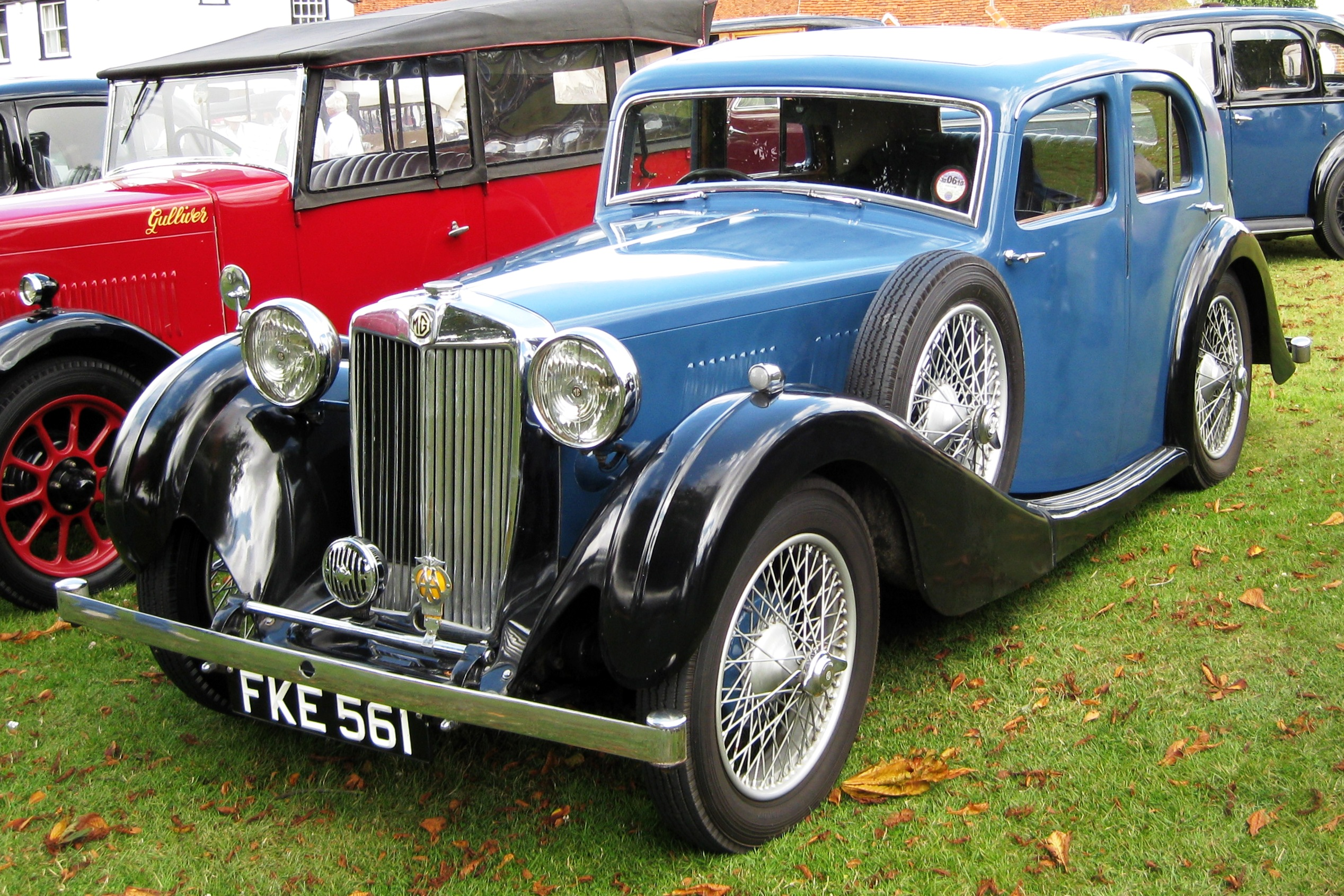
MG VA Saloon 1937
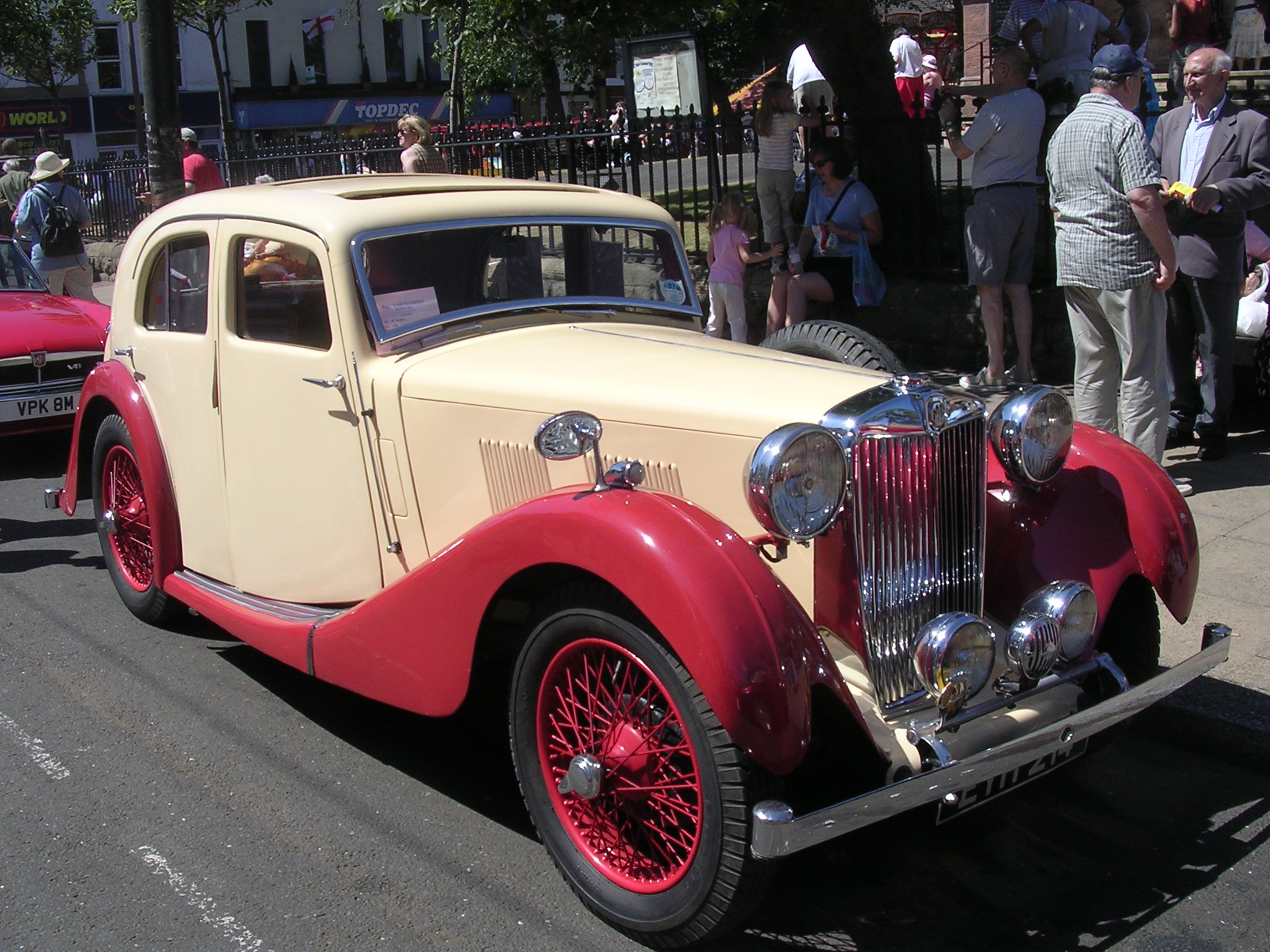
MG VA Saloon 1938
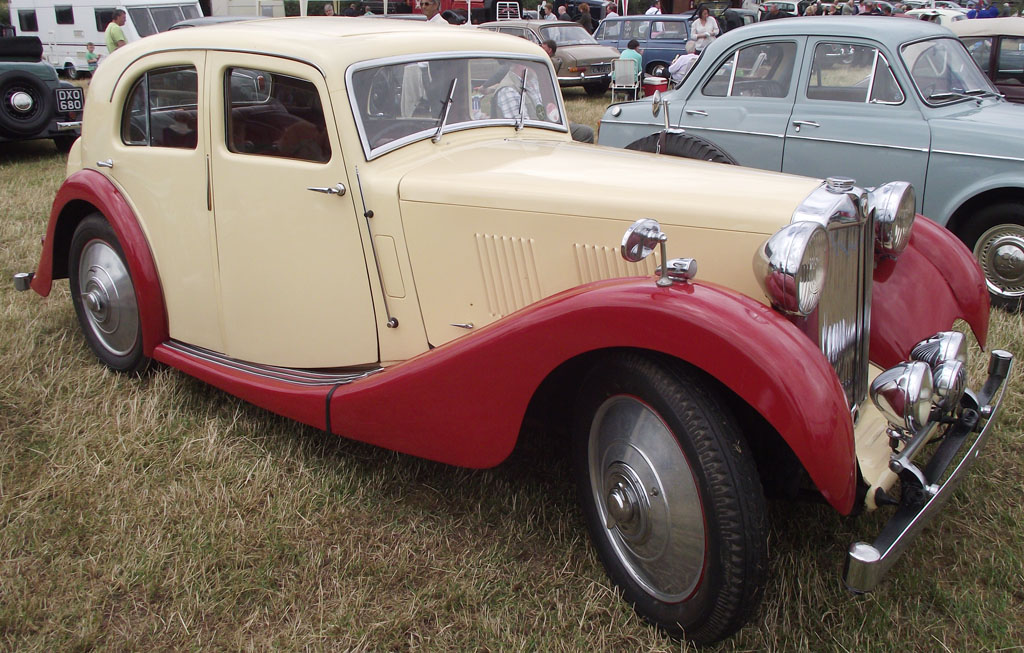
MG VA Saloon 1938 med navkapslar
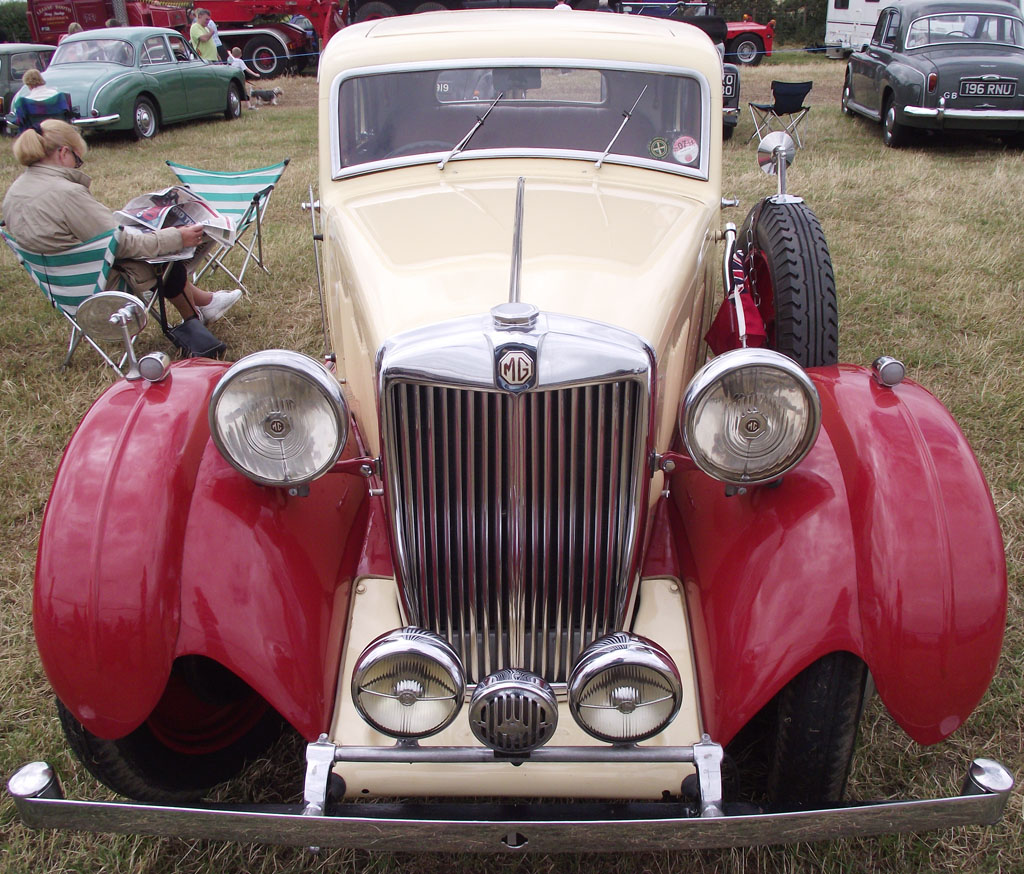
MG VA Saloon 1938
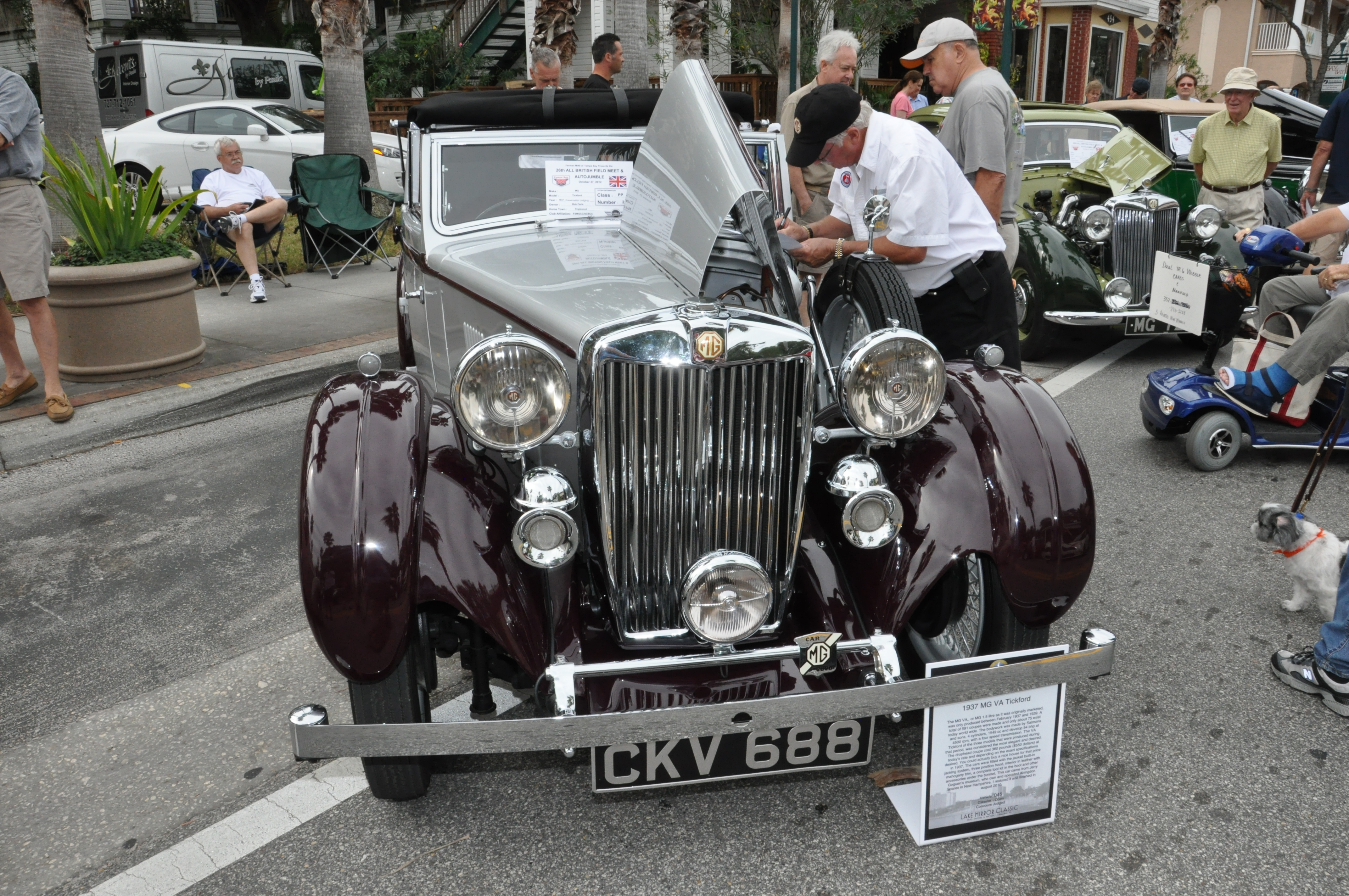
MG VA Tickford Drophead Coupe 1937
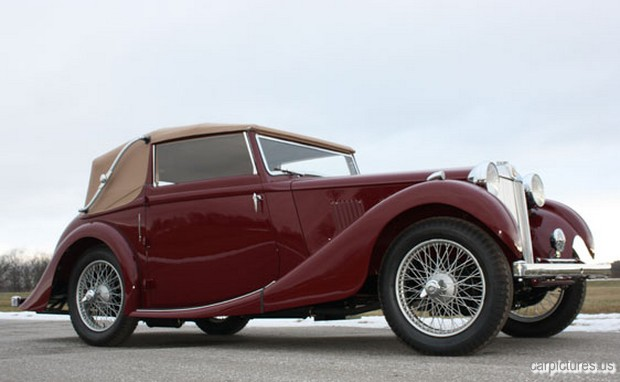
MG VA Tickford Drophead Coupe 1939
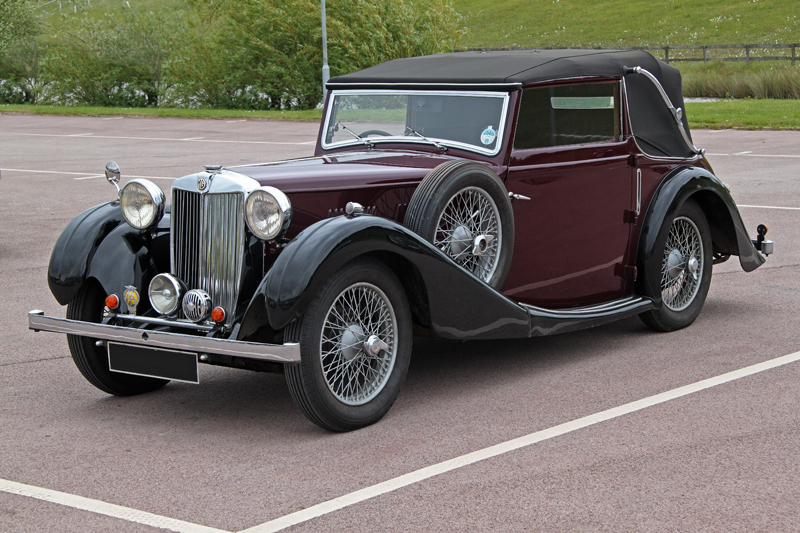
MG VA Tickford Drophead Coupe
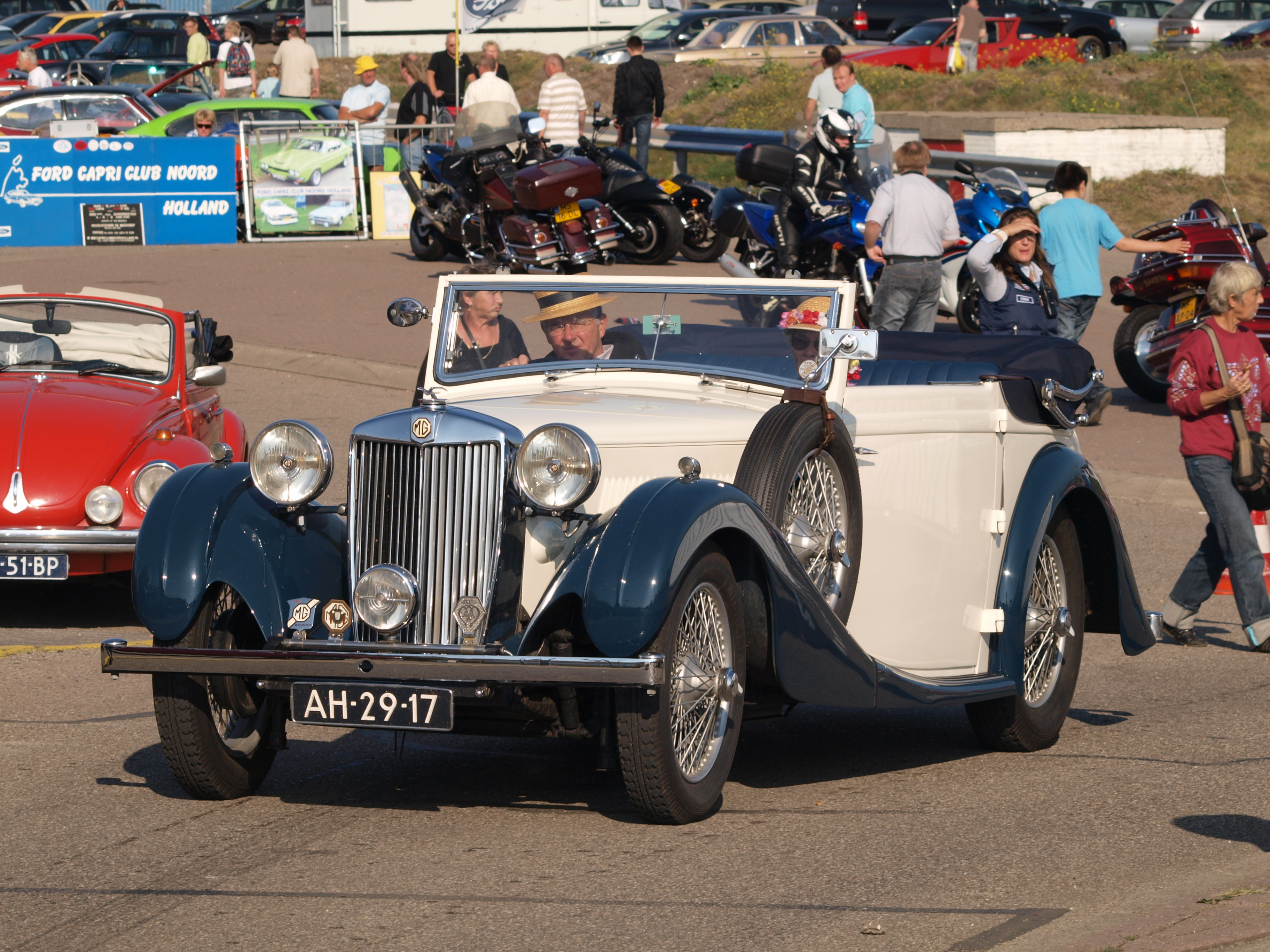
MG VA Tickford Drophead Coupe
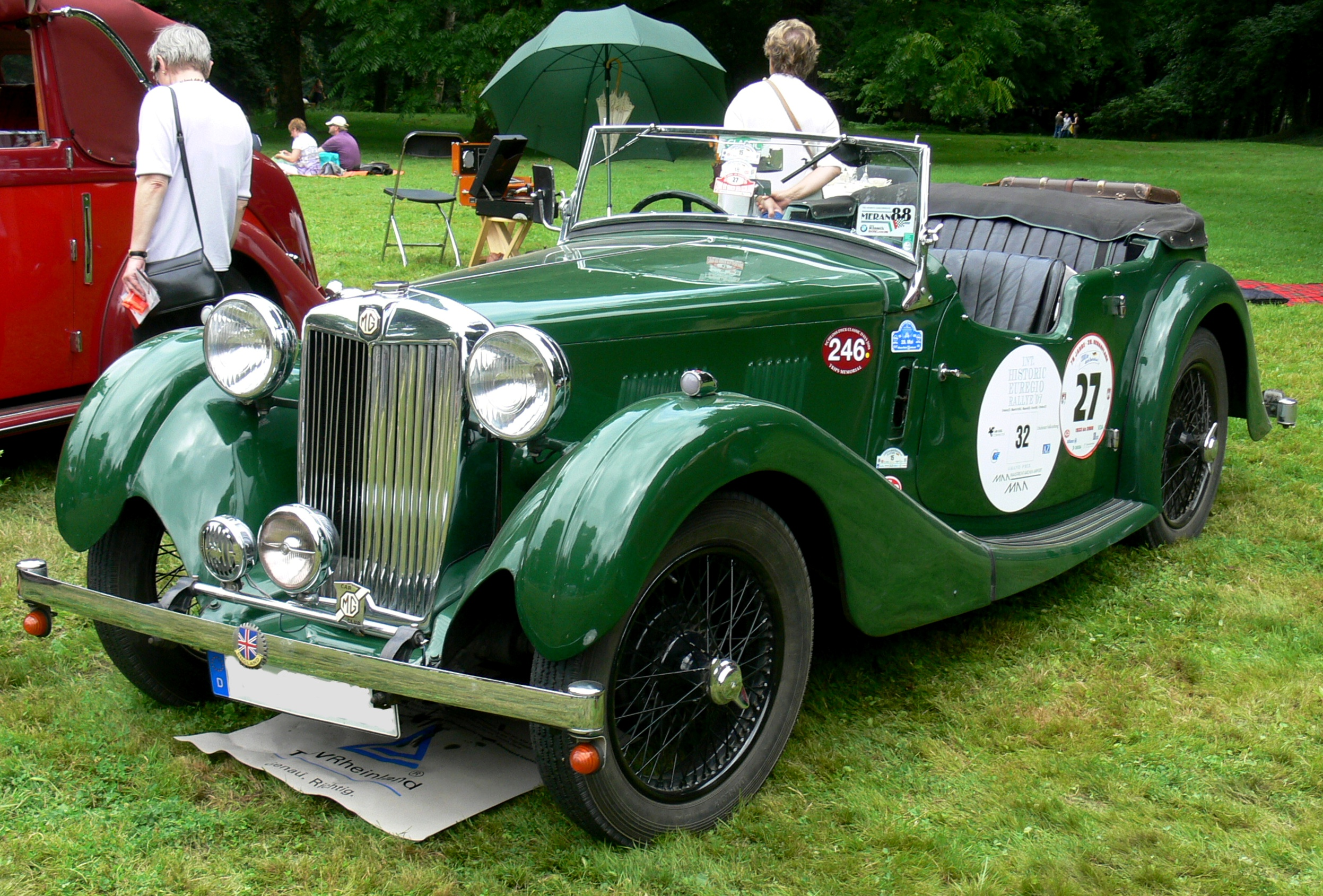
MG VA Tourer 1938
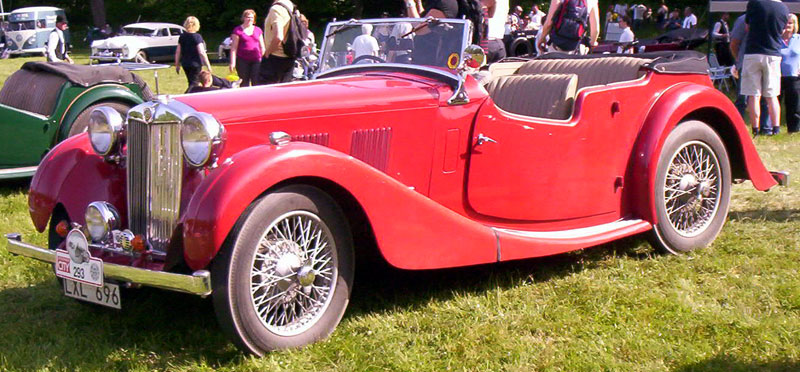
MG VA Tourer 1939

## Fotnoter
1. ↑  Det vanligen brukade namnet VA kommer sig av denna modellseries VIN (chassinummer) som börjar just med bokstäverna VA, följt av ett löpande tillverkningsnummer. Det lägsta chassinumret var VA0251 (MG använde vid denna tid alltid sitt telefonnummer 251 som första nummer på sina olika modeller) och det högsta var VA2657 som tillverkades ett antal veckor efter krigsutbrottet i oktober 1939
2. ↑  Modell VA mottogs med blandade känslor och var alls inte av en lika sportig typ som föregångaren, utan vände sig till en helt annan kategori av köpare
3. ↑  Frasen lyder fritt översatt: ”för rymlighet … för elegans … för fart …”
4. ↑  Motorn var en trimmad Morris TPBG-motor som även fanns i Wolseley 12/48 och Morris 12 vilken på MG-bilarna var försedd med dubbla SU-förgasare
5. ↑  På de tidigast producerade VA-bilarna var endast de två högsta växlarna synkroniserade
6. ↑  Uppgifterna om antalet exporterade MG VA är hämtade ur Nuffield Exports Statistics som ingår i arkiven hos BMIHT (British Motor Industry Heritage Trust)
7. ↑  Samtliga SVW-modeller kunde beställas med heltäckande så kallade "ACE wheel discs" vilka monterades utanpå ekerhjulen